# 明日のよいち! オリジナルサウンドトラック
『明日のよいち! オリジナルサウンドトラック』（あすのよいち オリジナルサウンドトラック）は、テレビアニメ『明日のよいち!』のサウンドトラックである。2009年4月22日にMellow Headから発売された。
テレビアニメ本編のBGMとTVサイズの主題歌が収録されている。CDジャケットには、烏丸与一、斑鳩いぶき、斑鳩あやめ、斑鳩ちはや、斑鳩かごめが描かれている。音楽は菊谷知樹が担当している。

## 収録曲
1. 笑顔の理由（TV size） [1:36]
歌：meg rock
作詞・作曲：meg rock、編曲：加藤大祐
  - オープニングテーマ
2. サブタイトル [0:06]
3. よろしくでござる! [1:33]
4. 一日の始まり [1:37]
5. ぶわっかも〜んっ!! [1:16]
6. 拙者の名は烏丸与一! [1:31]
7. アイキャッチ1 [0:05]
8. アイキャッチ2 [0:06]
9. 斑鳩家の姉妹たち [1:24]
10. アイ アム ア サムライ [1:36]
11. ツッコミ×ツッコミ [1:07]
12. 何でござるか? [1:21]
13. ・・・何をお考えで? [1:34]
14. ○○○ビジョン妄想中 [1:38]
15. 追跡! [1:37]
16. 浮羽神風流の名にかけて!! [1:24]
17. 家族の温もり [1:28]
18. 斑鳩道場 [1:51]
19. 楽しいでござる [1:32]
20. あたたかな食卓 [2:09]
21. 姉として妹として [2:07]
22. さあ、行きますよ! [1:59]
23. 一触即発!? [1:48]
24. お買い物へLet's go!! [1:21]
25. おりょうりおそうじおせんたく [1:33]
26. 平和でござる [1:44]
27. 拝啓、父上様 [1:36]
28. わっさんの悩み 〜クソサムライ〜 [1:35]
29. 不安な気持ち [1:25]
30. チィ〜ッス [1:33]
31. 闇夜の来訪者 [1:13]
32. いざ、勝負!! [1:28]
33. 月に零れる涙 [1:50]
34. 大切な思い出 [1:43]
35. 迫り来る刺客 [1:24]
36. 男には負けられぬ時がある [1:42]
37. 妖しい眼差し [1:28]
38. 烏丸を狙う黒い影 [1:39]
39. まやかしの香 [1:17]
40. 鷺宮家の力 [1:21]
41. 忘れていた気持ち [2:09]
42. 歪んだ愛情 [1:26]
43. 寂しさに負けないで [1:45]
44. 挫けぬ心 [1:49]
45. いざ、決戦!! [1:46]
46. 君と見上げる空 [2:01]
47. Life and proud（TV size） [1:32]
歌：美郷あき
作詞：畑亜貴、作曲・編曲：藤末樹
  - エンディングテーマ
48. 父の講談
49. 父の通販
50. 父のDJ
51. 父のラヴレター
52. 父の駅前留学
53. 父の四畳半
54. 父の青春
55. 父のM1
56. 父のキャスター
57. 父のカミングアウト
58. 父の子守唄

- 48 - 58：ボーナストラック